# Garcia V del Congo
Garcia V Nkanga a Mvemba o Garcia Água Rosada e Sardonia va ser awenekongo (governant titular) del regne del Congo del 1803 al 1830.
Pertanyia al kanda Água Rosada creat per Pere IV del Congo, els membres del qual sense reivindicar el tron detenien el títol de "príncep" des de la seva fortalesa de la muntanya Kibangu i jugaren un paper important durant un segle al Congo. Així el príncep Pedro Água Rosada va exercir la regència de facto del regne entre la mort d'Afonso V i l'entrada d'Henrique II.
A la mort d'Enric II del Congo vers 1802/1803, Don Garcia fou elegit rei sota el nom de Garcia V i va reclamar un frare al governador de Luanda per tal de fer-se coronar i per especificar com el regne del Congo era electiu entre els descendents del rei Alfons I, i va ser degudament designat per a aquesta funció.
El 10 d'agost de 1803 el bisbe Dom Luis de Brito Homen va batejar a la catedral de Luanda el príncep Dom Afonso, fill legítim de Dom Henrique i de Dona Isabella de Agua Rosada e Sardonia, germana del rei del Congo Garcia V, aleshores regnant, i que va néixer a la capital Sao Salvador el 21 de gener de 1794. El governador va ser el padrí.
En 1814 el pare caputxí Louis d'Assise, arribà a Sao Salvador per coronar Garcia V, qui s'havia proclamat des de 1804 «Rei del Congo» però en 1814 en una carta el governador d'Angola limita el seu títol "Jo Garcia senyor de la Muntanya Kiganjo" que en realitat era l'única àrea que realment controlava. De fet, el Pare Zénobe Florence escriu en juliol de 1816 «el regne del Congo està governat per nombrosos dèspotess i el rei és un pobre negre sense poder que és obeït un nombre petit, el missioner és susceptible de ser volat en la mateixa cabana que el rei».
Des de 1825 es va haver d'enfrontar a les pretensions al tron de Don André qui assoliria el tron a la mort de Garcia V en 1830. Bernardo da Burgio, qui havia anat a Sao Salvador a fi d'assegurar la cerimònia funerària hagué d'abandonar la vila precipitadament davant l'elecció del seu successor.